# ابو علندا
ابو علندا (به عربی: أبو علندا ) در اردن است که در amman governorate واقع شده‌است.